# Micah Boinett
Micah Boinett, né le 19 décembre 1965, est un athlète kényan.

## Biographie
Micah Boinett remporte la médaille d'argent du 3 000 mètres steeple aux Championnats d'Afrique d'athlétisme 1989 à Lagos.

## Famille
Sa fille Winnie Jemutai est aussi une athlète. 

## Palmarès
| Date | Compétition            | Lieu  | Résultat | Épreuve         | Temps         |
| ---- | ---------------------- | ----- | -------- | --------------- | ------------- |
| 1989 | Championnats d'Afrique | Lagos | 2e       | 3 000 m steeple | 8 min 31 s 79 |